# Hilde Quintens
Hilde Quintens (ur. 2 października 1964 w Zolder) – belgijska kolarka przełajowa.

## Kariera
Największy sukces w karierze Hilde Quintens osiągnęła w sezonie 2002/2003, kiedy zajęła drugie miejsce w klasyfikacji generalnej Pucharu Świata w kolarstwie przełajowym. Wyprzedziła ją jedynie Holenderka Daphny van den Brand, a trzecie miejsce zajęła kolejna reprezentantka Belgii, Anja Nobus. Najlepszy wynik na mistrzostwach świata osiągnęła podczas MŚ w Sankt Zolder w 2002 roku, gdzie była dziewiąta. Kilkakrotnie zdobywała medale mistrzostw Belgii, w tym złote w latach 2003 i 2006.